# Zasięg ręki
Zasięg ręki – w tematyce ochrony przeciwporażeniowej jest to przestrzeń dostępna dla dotyku zawarta pomiędzy dowolnym punktem powierzchni, gdzie człowiek zwykle stoi lub porusza się, a granicą, którą może człowiek dosięgnąć ręką w dowolnym kierunku bez użycia innych przedmiotów.